# Das Waisenhaus
Das Waisenhaus (Originaltitel: El orfanato) ist ein spanisch-mexikanischer Horrorfilm/Drama und der erfolgreiche Regieerstling von Juan Antonio Bayona aus dem Jahre 2007. Der Film beschäftigt sich mit dem Übernatürlichen. Die Hauptrolle spielt Belén Rueda.

## Handlung
Im Spanien der Gegenwart erwerben die 37-jährige Laura und ihr Mann Carlos, ein Arzt, ein abseits gelegenes Waisenhaus, in dem Laura vor 30 Jahren als Kind lebte, und spielen mit dem Gedanken, es wieder in Betrieb zu nehmen. Ihr adoptierter Sohn Simón weiß weder von seiner Adoption, noch ist ihm klar, dass er HIV-positiv ist. Für sein Alter nicht unüblich, hat Simón, der oft bei Laura im Bett schläft, zwei imaginäre Freunde. In der rustikalen Villa lernt er bald sechs neue, wesentlich besorgniserregendere imaginäre Freunde kennen. An der Küste liegt ein stillgelegter Leuchtturm. Simón liest in diesen Tagen die Geschichte von Peter Pan, dem Jungen, der nie erwachsen wird, und behauptet, dass auch er selbst nie erwachsen würde, genau wie seine neuen Freunde.
Eine greise Sozialarbeiterin namens Benigna wird vorstellig, die mit ihrer Akte über Simón aufdringlich wird. Laura verweist sie des Hauses. Am selben Abend hört sie Geräusche aus dem Garten, wo sich die alte Frau im Schuppen versteckt hat. Sie wird von Laura gefunden und flieht. Als Laura und Carlos Anzeige erstatten wollen, stellen sie fest, dass im Ort keine Sozialarbeiterin namens Benigna registriert ist. Auch gelingt es der Polizei in den folgenden Monaten nicht, die Frau aufzuspüren.
Simón erzählt Laura, dass er mit seinen Fantasiefreunden eine Schnitzeljagd veranstaltet. Ziel des Spieles sei es, einen von den anderen versteckten „Schatz“ zu finden, woraufhin man einen Wunsch freihabe.
Zusammen mit seiner Mutter folgt er den von seinen Freunden ausgelegten Spuren, die schließlich zu der Schublade führen, in der sich die Unterlagen über Simón befinden. Simón behauptet, von der Adoption und der tödlichen Erkrankung von Tomás, einem seiner neuen Freunde, erfahren zu haben, was seine Mutter nicht glaubt, und nennt sie eine Lügnerin.
Als das Ehepaar am nächsten Tag die Eröffnung des Waisenhauses im Garten feiert, möchte Laura Simón aus seinem Zimmer zum Feiern holen, doch der weigert sich, da er seiner Mutter vorher noch das „kleine Haus“ von Tomás zeigen möchte. Der kurze Streit endet mit einer Ohrfeige für Simón, der daraufhin in seinem Zimmer bleibt.
Als Laura später nach Simón schauen will, ist er nicht aufzufinden. Ein Kind mit einem Kartoffelsack über dem Kopf, und einem blauen Kittel, auf den Tomás gestickt ist, erscheint im Flur. Im Glauben, es sei Simón, will Laura ihm den Sack vom Kopf ziehen, doch das Kind sperrt sie im Badezimmer ein und verschwindet.
Simón wird trotz fieberhafter Suche im Haus und beim Leuchtturm weiterhin vermisst. Laura beginnt eine Art Spuk wahrzunehmen: Sie hört Geräusche wie Klopfen und Poltern und ist überzeugt, die Anwesenheit fremder Wesen zu spüren. Vor einer Selbsthilfegruppe behauptet sie, dass Simón noch lebe und nur von seinen Fantasiefreunden entführt sei.
In der Stadt – inzwischen sind 6 Monate vergangen – erkennt Laura an einem Fußgängerüberweg die mysteriöse Sozialarbeiterin, die einen Kinderwagen schiebt, wieder und ruft nach ihr. Als diese sich umdreht und zögert, wird sie von einem Rettungswagen überfahren. Carlos’ Reanimierungsversuche sind zwecklos. Im Kinderwagen findet Laura nur eine Puppe. Als die Polizei die Wohnung der Toten durchsucht, stellt sie Dokumente sicher, die belegen, dass Benigna vor vielen Jahren in dem Waisenhaus gearbeitet und dort heimlich ihren missgebildeten Sohn Tomás herangezogen hat, der stets einen Sack über dem Gesicht trug. Zu der Zeit, als Laura das Waisenhaus verließ, spielten die Kinder dem entstellten Tomás einen Streich: Sie trieben ihn bei Ebbe in die Höhle bei dem Leuchtturm und nahmen ihm den Sack vom Kopf, um zu sehen, ob er sich trauen würde, herauszukommen. Tomás, der in der Höhle blieb, ertrank mit der Flut.
Laura ist verzweifelt. Neun Monate nach dem Verschwinden ihres Sohnes nimmt sie Kontakt zu einem Medium namens Aurora und (Pseudo-)Wissenschaftlern auf, die in ihrem Haus eine Séance durchführen. Es gelingt dem Medium nicht, Simón aufzuspüren, und der zunehmend genervte Carlos verweist sie des Hauses. Aurora rät Laura, auf ihre innere Stimme zu hören, und erzählt ihr, dass dem Tod nahe Menschen durchaus die Fähigkeit hätten, Geister zu sehen.
Laura, zunehmend besessen, Simón zu finden, entdeckt unter einem Fensterbrett die Puppen der fünf Kinder, die damals mit ihr im Waisenhaus lebten, und folgt den Spuren einer neuen Schnitzeljagd, die sie zu einem abgeschraubten Türknauf führen. Auf der Suche nach der dazu passenden Tür findet sie in einem verbauten Ofen im Schuppen die Gebeine der fünf Kinder. Die Polizei ist überzeugt, dass Benigna damals Rache an den Spielkameraden ihres Sohnes geübt hat.
Carlos möchte nach all diesen Vorfällen aus dem Haus wegziehen, doch Laura, die nicht akzeptieren kann, dass Simón tot ist, fühlt sich fast am Ende ihrer Suche angelangt. Sie überredet ihn, sie noch zwei Tage allein im Haus zurückzulassen.
Nach Carlos’ Abreise beginnt sie das Waisenhaus wie in früheren Zeiten einzurichten, um die damaligen Insassen heraufzubeschwören: Sie montiert die Betten im alten Schlafsaal, errichtet eine Vogelscheuche, deckt den Tisch, zieht das Kleid einer Kinderpflegerin an und schlägt die Glocke, was jedoch keinen Erfolg bringt. Erst als sie anfängt, mit den Geistern Ochs am Berg zu spielen, erscheinen die Kinder und führen sie in eine Besenkammer, woraufhin sie wieder verschwinden. Als Laura den vor Tagen gefundenen Türknauf in ein Loch steckt, lässt sich eine bisher unbemerkte Tür öffnen, die in einen Keller führt. Dort war der geheime Unterschlupf des entstellten Tomás, wovon auch zahlreiche Kinderzeichnungen und Fotos zeugen.
Sie findet ihren Sohn unversehrt und lebendig in Tomás’ ehemaligem Bett liegend und nimmt ihn in den Arm. Als das Haus zu dröhnen beginnt und vom Erdgeschoss her Kinderstimmen erklingen, fleht sie Simón an, nicht an die Geister zu glauben und ruhig zu bleiben. Durch dieses verzweifelte Leugnen endet der Spuk plötzlich und Laura steht allein im Halbdunkeln. Der Raum ist nun verfallen, das Laken, in das Simón vorher eingewickelt war, gleitet ihr aus der Hand. Als ihr auffällt, dass das Treppengeländer an einer Stelle gebrochen ist, entdeckt sie einen schon mumifizierten Kinderkörper auf dem Boden unter der Treppe, mit Tomás’ Sack auf dem Kopf. Laura wird klar, was geschehen ist: Mit dem „kleinen Haus“ war der Keller gemeint, Simón hatte sich im Keller versteckt. Bei der Suche nach ihm hatte sie selbst aus Versehen die Tür mit Rohren aus der Besenkammer verkeilt. Das in der Nacht darauf gehörte Klopfen war das Trommeln ihres eingesperrten Sohnes, der laute Knall, als das Geländer unter ihm zusammenbrach. Ihr Sohn ist schon seit mehr als neun Monaten tot.
Sie trägt Simons Leichnam in den Schlafsaal, setzt sich mit ihm ans Fenster und nimmt eine hohe Dosis Beruhigungstabletten ein. Sie wünscht sich, ihren Sohn zurückzuhaben, und nickt kurz ein. Als sie wieder aufblickt, sitzen sämtliche Waisenkinder im Zimmer in ihren Betten. Auch Tomás befindet sich unter ihnen, allerdings ohne Maske. Hinter Laura flammt der Leuchtturm auf, die Waisenkinder und Tomás gesellen sich lächelnd zu ihr. Simón, wieder lebendig, fragt, ob er aufwachen darf. Die wie Wendy Darling erwachsen gewordene Laura verspricht, bei den Kindern zu bleiben.
Zum Schluss sieht man Carlos den Tod von Laura, Simón und den Waisenkindern betrauern. Im Haus selbst findet Carlos das Amulett, welches er seiner Frau geliehen hatte mit der Bedingung, sie solle es zurückgeben, wenn Simón wieder aufgetaucht sei. Er lächelt zuletzt, als die Türen sich wie von Geisterhand öffnen, nachdem er das Amulett aufgehoben hat.

## Hintergründe und Verschiedenes
Das Waisenhaus wurde in Barcelona und in Llanes, Oviedo in Spanien gedreht.
Box Office Mojo zufolge spielte der Film mit Stand vom 3. März 2009 weltweit bislang etwa 79 Millionen US-Dollar ein (Total Lifetime Grosses), davon etwa 91 Prozent außerhalb der Vereinigten Staaten. Hinter Pans Labyrinth (R: Guillermo del Toro, 2006) ist dies der zweiterfolgreichste spanische Film aller Zeiten.
Der Film war Spaniens offizieller Beitrag zu der 80sten Oscarverleihung, nahm aber nicht am Wettbewerb teil.

## Kritiken
Bei Rotten Tomatoes wird Das Waisenhaus mit 87 Prozent positiven Wertungen bei 179 ausgewerteten Kritiken geführt. Metacritic sieht den Film bei 74 Prozent nach 33 ausgewerteten Kritiken. Der Film steht in der Internet Movie Database mit über 150.000 Zuschauerstimmen bei 7,4 von 10 Punkten.
Fast jeder Filmkritiker erinnert an The Others (R: Alejandro Amenábar, 2001). Einzelne erwähnen The Devil’s Backbone (R: Guillermo del Toro, 2001), Wenn die Gondeln Trauer tragen (R: Nicolas Roeg, 1973) oder Schloß des Schreckens (R: Jack Clayton, 1961). Roger Ebert meldet wegen der unzuverlässigen Erzählweise Zweifel an, ob die Geister überhaupt existieren – was im Grunde aber egal sei – und empfiehlt das Werk Zuschauern mit entwickelter Aufmerksamkeitsspanne. David Ansen sprach von einem Film, der „ernstlich furchterregend“ („seriously scary“) sei. Das Lexikon des internationalen Films befindet hingegen, in der „altbacken[en]“ Inszenierung würde „der Funke nicht überspring[en]“.

„Grauen in teuflisch sparsamer Dosierung. […] Eine gute Spukgeschichte versteht das, dass die Vergangenheit Gewicht hat […].“

„Das Waisenhaus ist weitaus mehr als ein Horrorfilm […] Mit dem Charme eines bildschönen, verstörenden Settings, einer Kamera, die Türen und Treppen liebt, und einem Score, der die Bildsprache des Films angemessen zu unterstreichen weiß, ist Das Waisenhaus ein ungewöhnlich reifer Vertreter seines Genres.“

„Das Grundrezept […] ist nicht gerade originell. […] Aber aus den Versatzstücken entwickelt der spanische Nachwuchsregisseur doch seinen eigenen Stil, der mit einer reduzierten Farbpalette, sparsam dosierten Soundeffekten und einer präzisen Schnittchirurgie durch seine ästhetische Kohärenz überzeugt.“

„das große Thema des Genres: unsere tiefsitzende aber uneingestandene Angst vor Kindern […] Schon Adoption ist eine mächtige Metapher […] eine verstörende, aber intelligente und einfühlsame Dramatisierung über Verlust und Todesfall: und phantasiert darin über die Wunscherfüllung, den Verstorbenen zu folgen“

„Das Waisenhaus enthält genau eine blutige Szene […]“

„Der erste Horrorfilm seit langem, der mich zum Weinen brachte.“

## Auszeichnungen (Auswahl)
Goya 2008

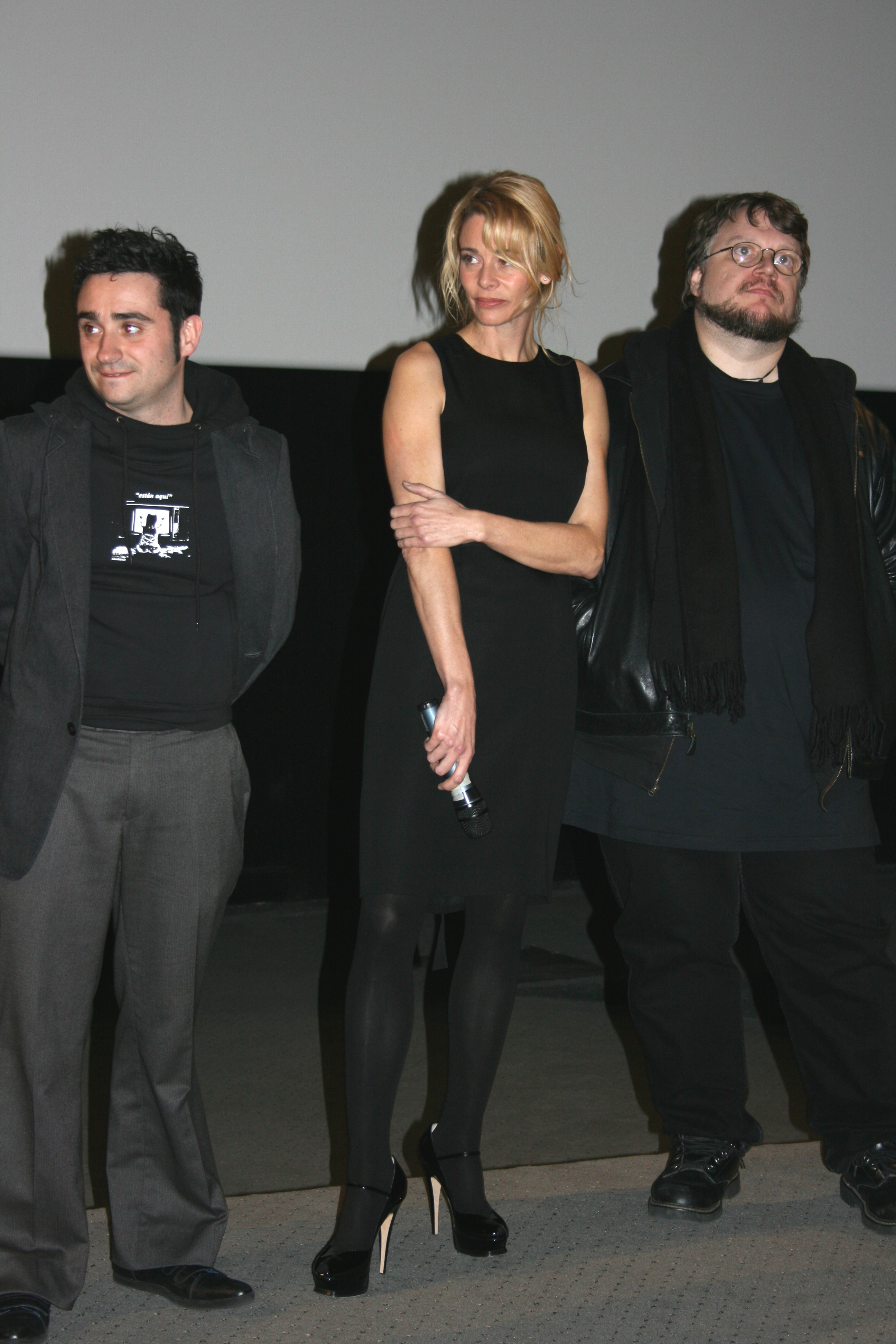
Juan Antonio Bayona, Belén Rueda und Guillermo del Toro 2008 (v. l. n. r.)

- Goya in der Kategorie Beste Maske – Lola López und Itziar Arrieta
- Goya in der Kategorie Beste Nachwuchsregie – Juan Antonio Bayona
- Goya in der Kategorie Bestes Szenenbild – Josep Rosell
- Goya in der Kategorie Beste Produktionsleitung – Sandra Hermida
- Goya in der Kategorie Bestes Originaldrehbuch – Sergio G. Sánchez
- Goya in der Kategorie Bester Ton – Xavier Mas, Marc Orts und Oriol Tarragó
- Goya in der Kategorie Beste Spezialeffekte – David Martí, Montse Ribé, Pau Costa, Enric Masip, Lluís Castells und Jordi San Agustín
- Nominiert in der Kategorie Beste Kostüme – Maria Reyes
- Nominiert in der Kategorie Bester Schnitt – Elena Ruiz
- Nominiert in der Kategorie Bester Film
- Nominiert in der Kategorie Beste Hauptdarstellerin – Belén Rueda
- Nominiert in der Kategorie Bester Nachwuchsdarsteller – Roger Príncep
- Nominiert in der Kategorie Beste Filmmusik – Fernando Velázquez
- Nominiert in der Kategorie Beste Nebendarstellerin – Geraldine Chaplin

Europäischer Filmpreis 2008
- Nominiert in der Kategorie Bester europäischer Film
- Nominiert in der Kategorie Beste Darstellerin – Belén Rueda
- Nominiert in der Kategorie Beste Kamera
- Nominiert in der Kategorie Beste Filmmusik

Fantasporto 2008
- International Fantasy Film Award in der Kategorie Best Darstellerin – Belén Rueda
- International Fantasy Film Award in der Kategorie Beste Regie – Juan Antonio Bayona

São Paulo International Film Festival 2007
- Nominiert für den International Jury Award – Juan Antonio Bayona

Sant Jordi Awards 2008
- Zuschauerpreis in der Kategorie Bester Film – Juan Antonio Bayona

Barcelona Film Awards 2007
- Barcelona Film Award in der Kategorie Beste Darstellerin – Belén Rueda
- Barcelona Film Award in der Kategorie Bestes Szenenbild – Josep Rosell
- Barcelona Film Award in der Kategorie Beste Kamera – Óscar Faura
- Barcelona Film Award in der Kategorie Bester Film
- Barcelona Film Award in der Kategorie Bester Schnitt – Elena Ruiz
- Barcelona Film Award in der Kategorie Bester Nachwuchsregisseur – Juan Antonio Bayona
- Barcelona Film Award in der Kategorie Bester  Ton – Xavier Mas, Marc Orts und Oriol Tarragó

Cinema Writers Circle Awards, Spain 2008
- CEC Award in der Kategorie Bester Schnitt – Elena Ruiz
- CEC Award in der Kategorie Nachwuchspreis – Juan Antonio Bayona
- CEC Award in der Kategorie Beste Filmmusik – Fernando Velázquez

Gérardmer Film Festival 2008
- Grand Prize – Juan Antonio Bayona
- SCI FI Jury Award – Juan Antonio Bayona

Spanish Actors Union 2008
- Award of the Spanish Actors Union in der Kategorie Beste Nebendarstellerin in einem Film – Geraldine Chaplin
- Nominierung in der Kategorie Beste Hauptdarstellerin in einem Film – Belén Rueda

Spanish Music Awards 2008
- Music Award in der Kategorie Beste Filmmusik – Fernando Velázquez